# پکمزجی (کوزان)
پکمزجی (به ترکی استانبولی: Pekmezci) یک منطقهٔ مسکونی در ترکیه است که در قوزان (ترکیه) واقع شده‌است.